# Police bleue

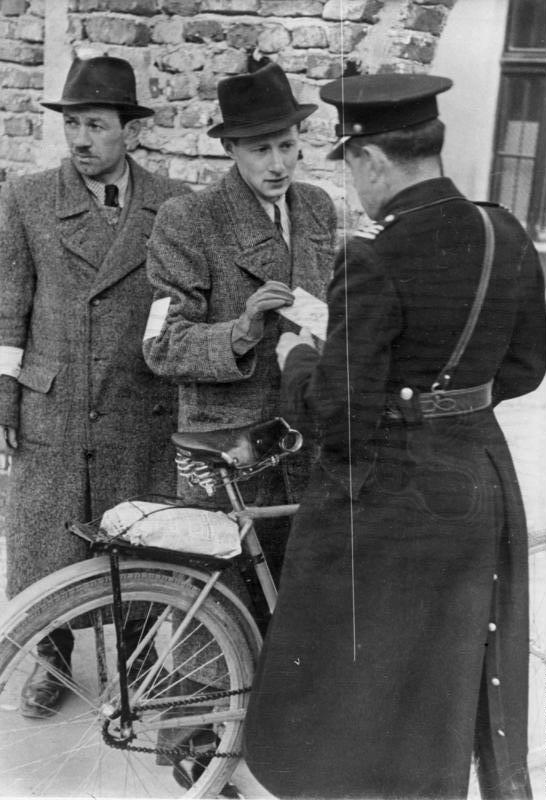
La police bleue vérifie les cartes d'identité à l'entrée du ghetto de Cracovie.

La police bleue (en polonais Granatowa Policja, litt. police bleu marine) est pendant la Seconde Guerre mondiale la police en Pologne occupée par les Allemands, dans le Gouvernement général. Le nom allemand officiel de l'entité est Polnische Polizei im Generalgouvernement (« Police polonaise du gouvernement général » ; en polonais Policja Polska Generalnego Gubernatorstwa).
La police bleue voit officiellement le jour le 30 octobre 1939 lorsque l'Allemagne recrute des officiers de police d'État polonais d'avant-guerre, organisant des unités locales sous direction allemande. Elle est une institution auxiliaire chargée de protéger la sécurité publique dans le Gouvernement général. La police bleue, initialement employée pour lutter contre la criminalité ordinaire, est ensuite chargée de lutter contre la contrebande, qui est un élément essentiel de l'économie souterraine de la Pologne occupée.
L'organisation est officiellement dissoute par le Comité polonais de libération nationale le 27 août 1944,. Après un processus d'épuration, plusieurs de ses anciens membres rejoignent la nouvelle structure de police nationale, la Milicja Obywatelska (Milice des citoyens). D'autres membres sont poursuivis après 1949.

## Organisation

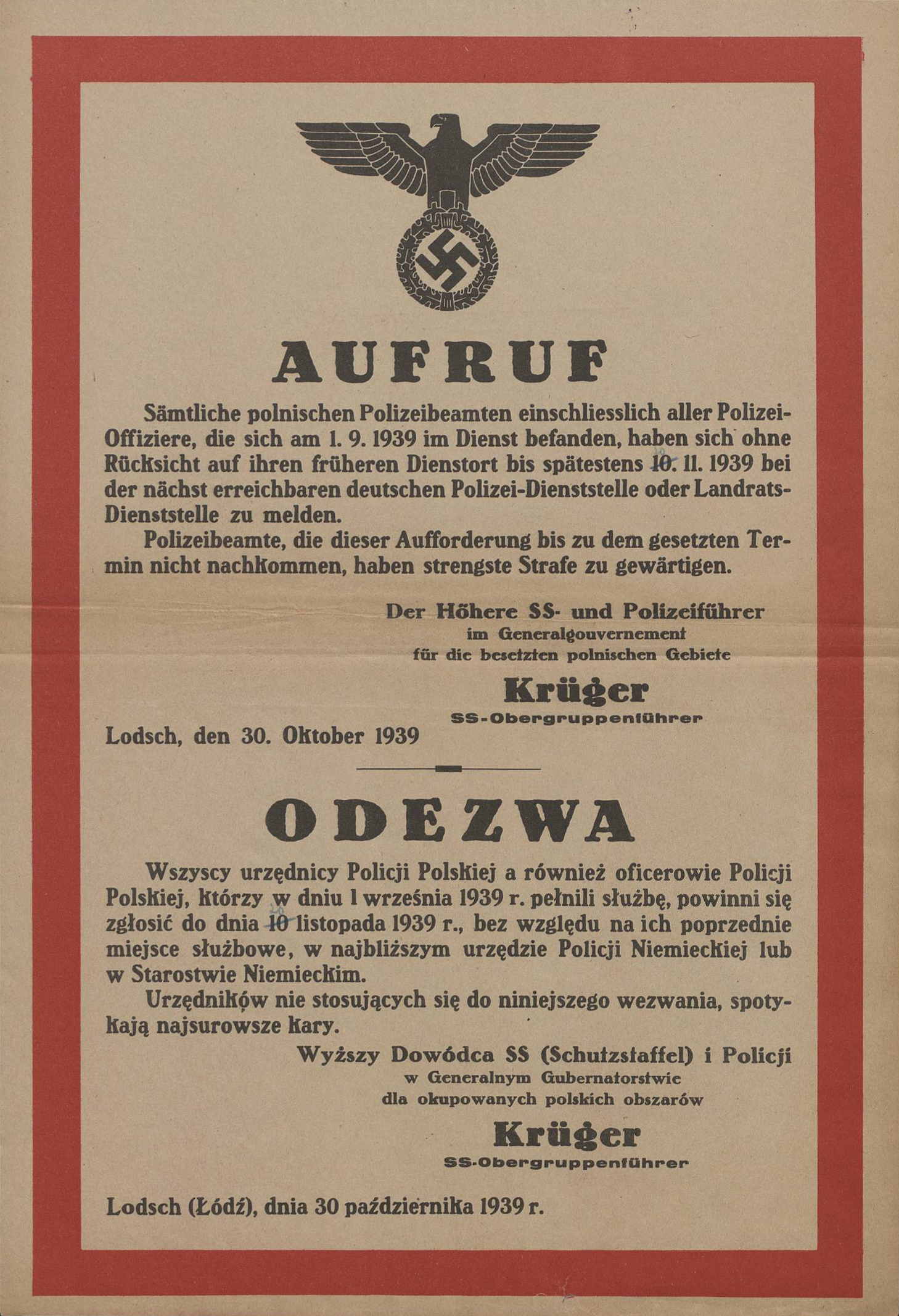
Affiche allemande obligeant les anciens policiers polonais à se présenter à l'occupant sous peine de sanctions sévères.

En octobre 1939, le gouverneur général Hans Frank ordonne la mobilisation de la police polonaise d'avant-guerre. Les policiers doivent se présenter au travail ou encourir la peine de mort. Officiellement, la Polnische Polizei (PP) est subordonnée à l'Ordnungspolizei (Orpo) allemande. Les installations d'avant-guerre restent en service dans toute la Pologne occupée, avec la même structure organisationnelle, sous le commandement du major Hans Köchlner, formé en Pologne en 1937. Les policiers portent notamment les mêmes uniformes, mais sans les insignes nationaux. Après l'opération Barbarossa, tous les territoires nouvellement acquis dans le district de Galicie sont placés sous contrôle ukrainien avec siège à Chełm Lubelski.
Selon l'historien Andrzej Paczkowski, les effectifs de la police bleue atteignent environ 11 000 à 12 000 agents, avec une croissance rapide,. Emanuel Ringelblum estime le nombre de ses membres à 14 300 à la fin de 1942, y compris à Varsovie, Lublin, Kielce et dans la Galice orientale.

Ces effectifs importants sont dus, selon l'historien Marek Getter, à l'expulsion vers le Generalgouvernement de tous les policiers professionnels polonais, depuis les territoires annexés par le Troisième Reich (Reichsgau Wartheland, etc.). En outre, le salaire d'environ 250-350 złotys est élevé et comporte une part variable. Enfin, les Allemands ont intentionnellement institué une corruption policière, en donnant aux policiers le droit de garder pour eux 10 % de tous les biens confisqués, voire un tiers ou la moitié des biens des Juifs arrêtés. La police bleue se compose principalement de Polonais et d'Ukrainiens de langue polonaise des parties orientales du gouvernement général. 

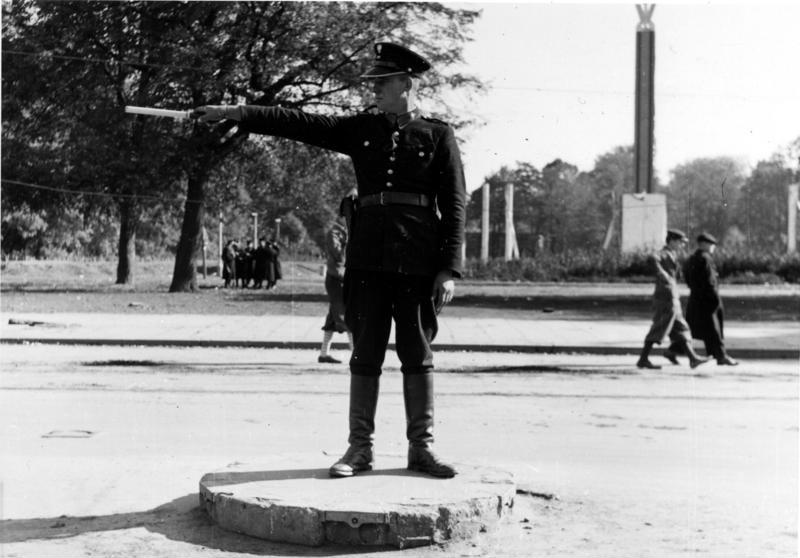
Agent de la police bleue dirigeant la circulation à Varsovie.

La police bleue a peu d'autonomie, et tous ses officiers de haut rang sont issus des rangs de la police allemande, la Kriminalpolizei (Kripo). Elle sert de force auxiliaire et est subordonnée à l'Ordnungspolizei allemande. De nouveaux volontaires sont formés dans une école de police à Nowy Sącz, avec 3 000 diplômés (recevant un salaire de 180 złotys chacun), sous la direction du Schutzpolizei Major Vincenz Edler von Strohe (de son vrai nom Wincenty Słoma, un Reichsdeutscher anciennement dans la police autrichienne).
Du point de vue allemand, le rôle principal de la police bleue est de maintenir la loi et l'ordre sur les territoires de la Pologne occupée, de manière à libérer l'Ordnungspolizei allemande pour d'autres tâches. Comme Heinrich Himmler l'indique dans son arrêté du 5 mai 1940 : « assurer le service de police générale au sein du gouvernement général est le rôle de la police polonaise. La police allemande n'interviendra que si les intérêts allemands l'exigent et surveillera la police polonaise. »
La police bleue s'appuie également en grande partie sur les lois pénales polonaises d'avant-guerre, une situation acceptée comme une nécessité provisoire par les Allemands.

## Historiographie
Le rôle de la police bleue dans la collaboration, et son implication dans la résistance face aux Allemands est difficile à évaluer dans son ensemble et fait souvent l'objet de controverses, parfois violentes. L'historien Adam Hempel estime, sur la base des données de la résistance, qu'environ 10 % des membres de la police bleue et de la police criminelle peuvent être classés comme collaborateurs.
Les chercheurs ne sont pas d'accord sur le degré d'implication de la police bleue dans les rafles de Juifs,. Même si le maintien de l'ordre à l'intérieur du ghetto de Varsovie relevait de la responsabilité de la police juive du ghetto, l'historien juif polonais Emanuel Ringelblum, chroniqueur du ghetto de Varsovie, mentionne le rôle de policiers polonais dans les extorsions et la violence envers les civils. La police bleue participe aussi à des rafles de rue,. Selon Szymon Datner, « la police polonaise était employée de manière très marginale, dans ce que j'appellerais le maintien de l'ordre. Je dois déclarer avec toute la fermeté que plus de 90 % de ce travail terrifiant et meurtrier a été effectué par les Allemands, sans aucune participation polonaise ». Selon Raul Hilberg, « De toutes les forces de police indigènes en Europe de l'Est occupée, celles de Pologne étaient les moins impliquées dans des actions anti-juives. Ils [la police bleue polonaise] ne pouvaient pas se joindre aux Allemands dans des opérations majeures contre les Juifs ou les résistants polonais, de peur qu'ils ne soient considérés comme des traîtres par pratiquement tous les témoins polonais. Leur tâche dans la destruction des Juifs était donc limitée ».
Jan Grabowski estime que la police bleue joue un rôle important dans l'Holocauste en Pologne, opérant souvent indépendamment des ordres allemands et tuant des Juifs pour un gain financier,. Selon lui, « Pour un Juif, tomber entre les mains de la police polonaise signifiait, dans pratiquement tous les cas connus, une mort certaine. Les preuves historiques – des preuves solides et irréfutables provenant des archives polonaises, allemandes et israéliennes – indiquent un schéma d'implication meurtrière dans toute la Pologne occupée ».
Selon Emanuel Ringelblum, qui a comparé le rôle de la police polonaise à celui de la police juive, « la police en uniforme a joué un rôle déplorable dans les « actions de réinstallation ». Le sang de centaines de milliers de Juifs polonais, capturés et conduits dans les « camions de la mort » peut leur être imputé ».
Une partie de la police bleue avait des liens avec l'Armée de l'Intérieur de la résistance souterraine, principalement avec son contre-espionnage et son Corps de sécurité nationale. Certaines estimations vont jusqu'à 50 %. Certains policiers ont refusé les ordres allemands et facilité l'évasion des personnes qu'ils étaient censés arrêter,. Les officiers qui ont désobéi aux ordres allemands l'ont fait au risque de leur vie. Quelques membres de la Police bleue qui ont agi contre les ordres ont été reconnus comme Justes parmi les Nations[réf. à confirmer].